# 翁自道
翁自道（1659年9月1日（順治十六年七月十五日）—1721年11月15日（康煕六十年九月二十六日）），和名伊舍堂親方盛富，童名思德，號瑞麟，琉球國第二尚氏王朝政治家、三司官。翁氏伊舍堂殿內一世。
康熙三十四年（1695年），翁自道從福建帶回了黃薯，在自己宅邸的種植，培育成功後，分給琉球各地。黃薯是番薯的一個品種，它淩風耐寒、繁蔓蕃衍、四季不衰，琉球百姓深受其益。康煕四十九年（1710年），奉命出使薩摩藩，祝賀島津忠休（後來的島津繼豐）元服，翌年歸國。
康熙五十一年七月三日（1712年8月4日），就任三司官。同年十一月朔日（11月28日），賜紫地浮織冠。康熙五十八年七月二十八日（1719年9月12日），賜青地五色浮織冠。康煕六十年九月二十六日（1721年11月15日）卒，享年六十三歲。

## 家族
- 父：翁榮昌（吳屋親雲上盛周）
- 母：眞香春（號花岩。西原間切桃原村安谷屋爾也女）

- 室：眞宇志（號庭柏。文氏嵩原親方孝治女）
  - 長女：眞比樽（嫁葛氏玉代勢親雲上秀尋）
- 繼室：眞松金（號慈薫。毛氏座喜味親方盛員女）
  - 次女：眞加春（號壽彭。嫁阿氏眞謝里之子親雲上守邦，再嫁翁氏當銘親雲上盛喜）
  - 長男：翁國柱（伊舍堂親方盛傅）
  - 三女：眞加戸（嫁向氏前川親雲上朝夷）
  - 四女：思戸（嫁毛氏根路銘親雲上安興）
  - 五女：眞牛（嫁毛氏新城里之子親雲上安山）
  - 次男：盛精
  - 三男：盛孟
- 繼室：眞鶴（號智月。苗氏親里親雲上忠治女）